# Thecla thara
Thecla thara är en fjärilsart som beskrevs av William Chapman Hewitson 1867. Thecla thara ingår i släktet Thecla och familjen juvelvingar. Inga underarter finns listade i Catalogue of Life.